# Lycochoriolaus lyciformis
Lycochoriolaus lyciformis là một loài bọ cánh cứng trong họ Cerambycidae.